# Sweet Adeline (film uit 1934)
Sweet Adeline is een Amerikaanse muziekfilm uit 1934 onder regie van Mervyn LeRoy.

## Verhaal
De componist Sid Barnett geeft zijn liefje Adeline Smith de hoofdrol in zijn nieuwe operette. De operadiva Elysia voelt zich gepasseerd. Intussen tracht de knappe majoor Day Adeline te versieren. Sid vindt het vervelend dat Adeline zoveel tijd met hem doorbrengt.

## Rolverdeling
| Acteur          | Personage         |
| --------------- | ----------------- |
| Irene Dunne     | Adeline Schmidt   |
| Donald Woods    | Sid Barnett       |
| Hugh Herbert    | Rupert Rockingham |
| Ned Sparks      | Dan Herzig        |
| Joseph Cawthorn | Oscar Schmidt     |
| Wini Shaw       | Elysia            |
| Louis Calhern   | Majoor Day        |
| Nydia Westman   | Nellie            |
| Dorothy Dare    | Dot               |
| Phil Regan      | Michael           |